# 铁买克乡
铁买克乡，是中华人民共和国新疆维吾尔自治区阿勒泰地区富蕴县下辖的一个乡镇级行政单位。

## 行政区划
铁买克乡下辖以下地区：
铁买克村、哈拉萨木生村、喀依尔特村、都孜拜村、萨尔铁热克村、铁买克新村、海子口村和宏泰村。